# Uhligite
L'uhligite è un minerale che è stato disconosciuto dall'IMA nel 2006 in quanto si ritiene che in realtà sia perovskite o zirkelite.